# Фёдоров, Алексей Дмитриевич
Алексей Дмитриевич Фёдоров (бел. Аляксей Дзмітрыевіч Фёдараў; род. 5 августа 1972, Могилёв) — белорусский шахматист, гроссмейстер (1995).
Четырёхкратный чемпион Белоруссии по шахматам (1993, 1995, 2005 и 2008).
В составе сборной Белоруссии участник 7-и Олимпиад (1994, 1998—2008) и 4-х командных чемпионатов Европы (1997—2003). Поделил 1—4 места в Аэрофлот Опене 2003 года.

## Изменения рейтинга
| Графики недоступны из-за технических проблем. См. информацию на Фабрикаторе и на mediawiki.org. |